# Comuna Samarca Nouă, Ocna
Samarca Nouă (în ucraineană Новосамарка, transliterat: Novosamarka) este o comună în raionul Ocna Roșie, regiunea Odesa, Ucraina, formată din satele Ivanivka, Oleksandrivka și Samarca Nouă (reședința).

## Demografie
Componența lingvistică a comunei Samarca Nouă
     Ucraineană (86,72%)
     Română (8,02%)
     Rusă (3,51%)
     Alte limbi (0,31%)
Conform recensământului din 2001, majoritatea populației comunei Samarca Nouă era vorbitoare de ucraineană (86,72%), existând în minoritate și vorbitori de română (8,02%) și rusă (3,51%).